# Martin Zenhäusern
Martin Zenhäusern (* 20. Januar 1960 in Unterbäch, Kanton Wallis) ist ein Schweizer Autor von Managementliteratur und Gründer der PR-Agentur Zenhäusern & Partner AG sowie der Zenhäusern Akademie AG in Zürich, Schweiz.

## Leben und Wirken
Martin Zenhäusern hat an der Universität Fribourg das Lizentiat (MA) in Geschichte und Kommunikationswissenschaften erlangt. Vor seiner Tätigkeit als Führungs- und Kommunikationsexperte hat Zenhäusern als Journalist gearbeitet.
1995 hat Zenhäusern die PR-Agentur Zenhäusern & Partner AG in Zürich gegründet und 2004 die Zenhäusern Akademie AG, in der insgesamt ca. 3000 Führungskräfte in 1:1-Trainings und Seminaren in Rhetorik, Führung und Krisenmanagement ausgebildet worden sind.
Als Kommunikations- und Führungsberater hat Zenhäusern unter anderem den bis 2012 größten Börsengang in der Schweiz sowie zwei Bundesratskandidaturen begleitet und 1997 beim ersten islamistischen Terroranschlag in Luxor das Krisenmanagement verantwortet.
Zenhäusern tritt auch als Redner und als Autor verschiedener Publikationen in Erscheinung. Zu den Schwerpunktthemen von Martin Zenhäusern gehört das Thema Leadership im digitalen Zeitalter. Hierzu widmet sich auch seine Publikation „Red’ mit mir – Führen und Kommunizieren in der digitalen Welt“.

## Veröffentlichungen
- Red’ mit mir: Führen und Kommunizieren in der digitalen Welt. Orell Füssli Verlag, Zürich 2017, ISBN 978-3-280-03988-5.
- Warum tote Pferde reiten: Wie uns die Net-Generation zwingt umzusatteln. Orell Füssli Verlag, Zürich 2009, ISBN 978-3-280-05361-4.
- Chef aus Passion: Als Mensch und Führungskraft Spitze werden. Orell Füssli Verlag, Zürich 2008, ISBN 978-3-280-05294-5.
- Der erfolgreiche Unternehmer. Orell Füssli Verlag, Zürich 2008, ISBN 978-3-280-05271-6.
- Karl-Heinz Hug, Beat Kappeler, Martin Zenhäusern: Joseph Deiss et la Suisse. Ed. La Sarine 2006, ISBN 3-280-05216-5.
- Julian Mahari; Hans Siegwart [u. a.]: Management Consulting. Milestones in Management, Band VIII, Helbing & Lichtenhahn, Basel 2001, ISBN 3-7190-1893-8.